# Aische Pervers
Aische Pervers (Cléveris, Renania del Norte-Westfalia; 22 de abril de 1986) es una actriz, actriz pornográfica, cantante, modelo y presentadora alemana.

## Biografía
Nacida en Cléveris, en la entonces República Federal de Alemania, comenzó su producción de películas porno de creación propia durante sus estudios de lengua alemana y teología en 2006. Según el Berliner Kurier, justificó este paso por razones económicas. Tras finalizar sus estudios, se concentró en sus producciones de vídeo. Al año siguiente, Pervers empezó a utilizar regularmente la actualidad para sus producciones de vídeo. Fue la primera actriz amateur en rodar una película porno en el Oktoberfest de Múnich.
Ha aparecido en algunos reportajes desde 2010, ha tenido trabajos de moderación en los programas eróticos de Bluyoo.tv y Sport1, y papeles en telenovelas. En 2011, consiguió un papel protagonista en la serie X-Diaries de RTL Zwei. Apareció como concursante en Das Supertalent en RTL, con más de siete millones de telespectadores. Vestida de profesora, gimió el Erlkönig de Johann Wolfgang von Goethe y se desnudó ante él. El periódico sensacionalista Bild lo grabó y se refirió a la actuación como "poesía porno".
En 2012, volvió a presentarse para la cuarta temporada de X-Diaries ante las cámaras. En febrero, rodó con el Festival de Cine de Berlín como escenario de la película porno Anale Berlinale. En mayo de ese mismo año, estuvo de nuevo con la canción Disco Porno para el casting de Das Supertalent, aunque la actuación a pesar de la grabación no se emitió. Entonces la canción tuvo su estreno como video musical en Bild Online el 14 de diciembre de 2012.
En mayo de 2013, Pervers participó en un episodio de Frauentausch. En 2013, formó parte de Das Supertalent por tercera vez. A finales de 2013, comenzó a trabajar como DJ y cantante bajo el nombre de Miss Aische.
Vivía con su marido, el actor porno Manuel Stallion, en Berlín. En 2014, la pareja se casó en Las Vegas y estuvo acompañada por Exklusiv - Die Reportage para RTL Zwei. En febrero de 2017, la pareja anunció su separación.
A principios de 2016, Pervers participó en el casting de Deutschland sucht den Superstar, donde presentó su nueva canción Café Latte. Estuvo acompañada por Micaela Schäfer. También presentó la canción en la final de DSDS el 7 de mayo de 2016, y la final de Germany's Next Topmodel, que tuvo lugar el 12 de mayo de 2016, en la plaza de toros de Palma, utilizó a Pervers para otro espectáculo porno.

## Premios y nominaciones
| Año  | Ceremonia     | Resultado | Premio                           |
| ---- | ------------- | --------- | -------------------------------- |
| 2011 | Premios Venus | Ganadora  | Most Innovative Amateur Projects |
| 2012 | Premios Venus | Ganadora  | Best Amateur Girl                |
| 2013 | Premios Venus | Ganadora  | Best Amateur Girl                |